# (161349) Mecsek
(161349) Mecsek est un astéroïde de la ceinture principale.

## Description
(161349) Mecsek est un astéroïde de la ceinture principale. Il fut découvert le 19 septembre 2003 à Piszkesteto par Krisztián Sárneczky et Brigitta Sipőcz. Il présente une orbite caractérisée par un demi-grand axe de 2,65 UA, une excentricité de 0,03 et une inclinaison de 2,3° par rapport à l'écliptique.

## Compléments